# Гартленд (округ Шавано, Вісконсин)
Гартленд (англ. Hartland) — місто (англ. town) в США, в окрузі Шавано штату Вісконсин. Населення — 824 особи (2020).

## Демографія
Згідно з переписом 2010 року, у місті мешкали 904 особи в 298 домогосподарствах у складі 257 родин. Було 319 помешкань
Расовий склад населення:
| - 95,7 % — білих - 1,7 % — корінних американців - 1,2 % — азіатів |

До двох чи більше рас належало 1,3 %. Частка іспаномовних становила 0,6 % від усіх жителів.
За віковим діапазоном населення розподілялося таким чином: 30,6 % — особи молодші 18 років, 57,9 % — особи у віці 18—64 років, 11,5 % — особи у віці 65 років та старші. Медіана віку мешканця становила 37,6 року. На 100 осіб жіночої статі у місті припадало 115,2 чоловіків;  на 100 жінок у віці від 18 років та старших — 113,3 чоловіків також старших 18 років.
Середній дохід на одне домашнє господарство  становив 77 093 долари США (медіана — 62 143), а середній дохід на одну сім'ю — 85 461 долар (медіана — 75 375). Медіана доходів становила 45 833 долари для чоловіків та 36 979 доларів для жінок. За межею бідності перебувало 13,5 % осіб, у тому числі 24,8 % дітей у віці до 18 років та 1,7 % осіб у віці 65 років та старших.
Цивільне працевлаштоване населення становило 448 осіб. Основні галузі зайнятості: виробництво — 22,3 %, освіта, охорона здоров'я та соціальна допомога — 15,0 %, роздрібна торгівля — 13,2 %.